# Guitar Hero: Warriors of Rock

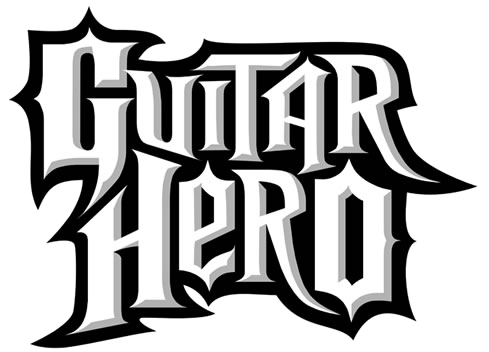
Logo serii

Guitar Hero: Warriors of Rock (Guitar Hero 6) – muzyczna gra komputerowa, opracowana przez Neversoft dla konsol PS3 i Xbox 360 oraz Vicarious Visions dla Wii. Gra jest szóstą częścią serii Guitar Hero, światowa premiera miała miejsce 28 września 2010 roku.
Podobnie jak w poprzednich odsłonach gra polega na naciskaniu na kontrolerze (w kształcie gitary) przycisków odpowiadających tym na ekranie, grając tym samym dany utwór. Na płycie znajdują się 93 utwory, około 500 kolejnych można pobrać ze wszystkich wcześniejszych wersji gry począwszy od Guitar Hero World Tour.